# دپارتمان اوجفت
دپارتمان اوجفت (به عربی: مقاطعة أوجفت) یک منطقهٔ مسکونی در موریتانی است که در ولایت ادرار واقع شده‌است.
 دپارتمان اوجفت ۲۶٬۱۵۹ کیلومتر مربع مساحت و ۱۲٬۹۹۷ نفر جمعیت دارد.